# Rhein-Neckar-Arena
Rhein-Neckar-Arena este un stadion multi-uz din Sinsheim, Germania. Aici joacă meciurile de acasă 1899 Hoffenheim. Stadionul are o capacitate de 30.150 de locuri.